# Rote Johannisbeere

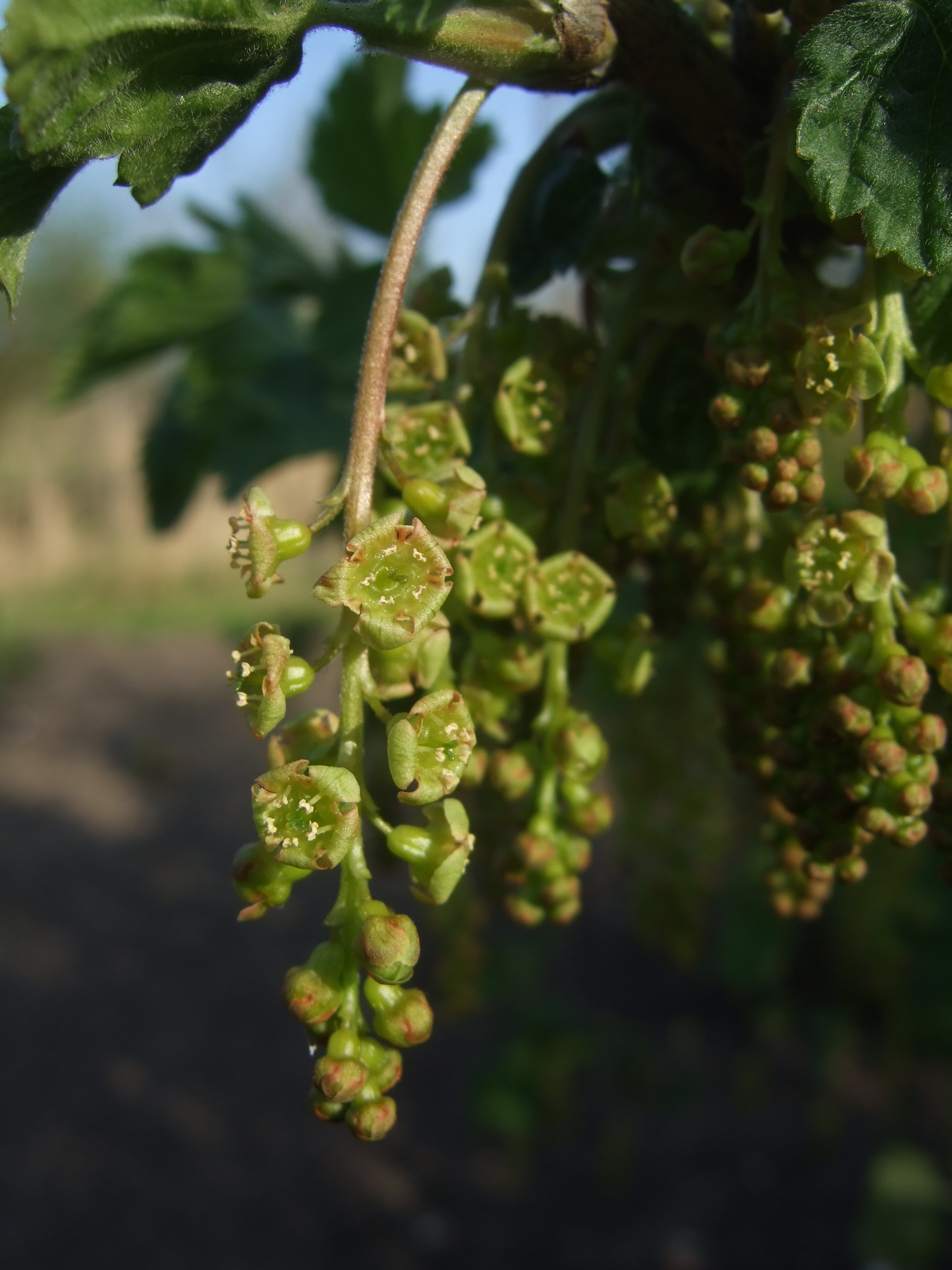
Blütenstand

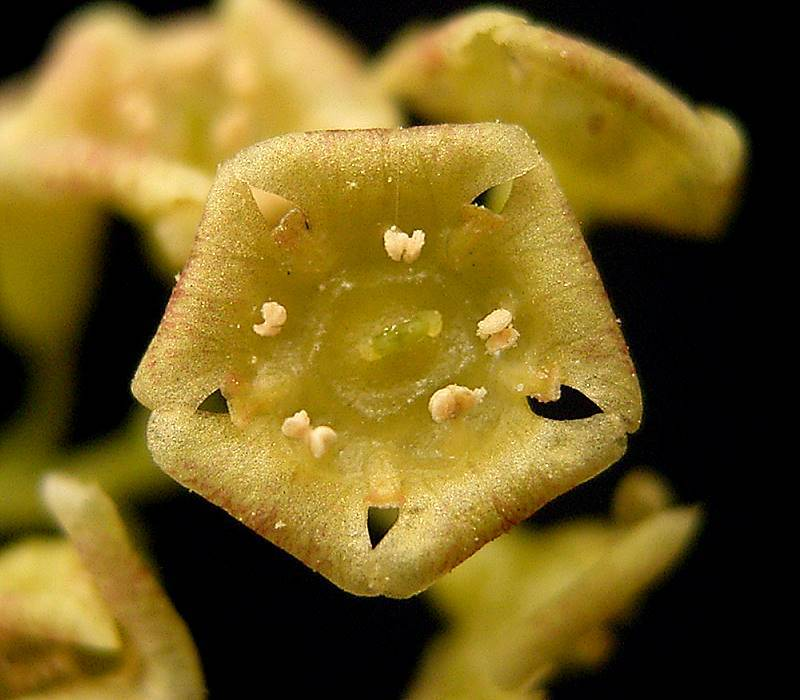
Nahaufnahme einer Blüte

Die Rote Johannisbeere (bundesdeutsches Hochdeutsch, auch in Vorarlberg) bzw. Rote Ribisel (österreichisches Hochdeutsch, auch in Bayern und Südtirol) oder Ribes rubrum ist eine Pflanzenart aus der Gattung der Johannisbeeren (Ribes) in der Familie der Stachelbeergewächse (Grossulariaceae).
Die gärtnerisch von der Roten Johannisbeere oft unterschiedene Weiße Johannisbeere ist nur eine Farbvariante der Roten Johannisbeere.

## Beschreibung

### Vegetative Merkmale
Die Rote Johannisbeere ist ein aufrechter, sommergrüner Strauch ohne Stacheln, der Wuchshöhen von 1 bis 2 Metern erreicht. Die Rinde junger Zweige ist leicht behaart und mit Drüsen besetzt. Die Rinde älterer Zweige ist rötlich-braun bis grau-schwarz. Die eiförmigen Knospen besitzen lockere Knospenschuppen und weisen eine Länge von 5 bis 7 mm auf.
Die wechselständigen und gestielten Laubblätter sind einfach. Die vom Umriss rundliche Blattspreite ist 4 bis 10 Zentimeter lang und 3 bis 7 Zentimeter breit. Sie ist drei- bis fünflappig und am Grund herzförmig, die Blattlappen sind rundspitzig bis stumpf und am Rand grob gesägt oder gekerbt. Die Blattunterseite ist in der Jugend kurzflaumig behaart, später kahl. Der Blattstiel ist mit 3 bis 6 cm ungefähr so lang wie die Blattspreite und ebenso reingrün. Der Grund der Blattstiele ist meist kahl oder selten mit langen, drüsenlosen Haaren und einzelnen sitzenden Drüsen besetzt.

### Generative Merkmale
Die Blütezeit reicht von April bis Mai. In einem kurzen traubigen Blütenstand mit einer kahlen Blütenstandsachse stehen bis zu 20 Blüten zusammen. Der Blütenstiel ist 3 bis 5 mm lang. 
Die kleine, zwittrige, fünfzählige Blüte mit doppelter Blütenhülle weist einen Durchmesser von 6 bis 8 mm auf und ist grünlich-gelb oder auch rötlich gefärbt. Im Inneren des oberseits tellerförmig ausgebreiteten, 1–1,5 mm langen Blütenbechers befindet sich ein fünfeckiger, erhabener Diskus. Die fünf, im unteren Teil verwachsenen Kelchblätter sind 2 bis 2,5 mm lang, kahl, grünlich oder bräunlichrot gefärbt, zum Teil rot punktiert, spatelig und ungefähr doppelt so lang wie die Kronblätter. Die Kelchröhre ist kurz und die Kelchspitzen sind zurückgerollt. Die sehr kleinen, schmalen, aufrechten fünf gelblichen bis purpurfarbenen Kronblätter sind 0,5 bis 1 mm lang. Es ist nur ein Kreis mit fünf kurzen, fertilen Staubblättern vorhanden. Die Staubbeutelhälften sind durch den verlängerten Staubfaden getrennt und leicht abgespreizt. Der kurze Griffel des unterständigen Fruchtknotens ist zweiästig.
Die glatten, meist kugeligen Beeren weisen einen Durchmesser von 6 bis 11 Millimeter auf, sind rot oder weiß, manchmal auch rosa, durchscheinend und enthalten zahlreiche Samen. Auf der Beere ist der Kelch noch gut zu erkennen. Die Beeren sind essbar, saftig und besitzen einen säuerlichen Geschmack.
Die Chromosomenzahl beträgt n = 8.

## Ökologie
Die Rote Johannisbeere ist ein Nanophanerophyt.
Blütenbiologisch handelt es sich um „Nektarführende Scheibenblumen“. Die Bestäubung erfolgt besonders durch Hautflügler.
Die Rote Johannisbeere wird von den Rostpilzen Puccinia ribis mit Telien und Cronartium ribicola mit Uredien und Telien befallen.

## Vorkommen
Die Rote Johannisbeere ist in fast ganz Europa verbreitet. Wild kommt sie nur in Belgien, den Niederlanden, Frankreich, Deutschland, Österreich, Italien und Polen vor, im restlichen Europa ist sie aus Kultur verwildert. Sie ist sehr selten in Auwäldern, Schluchten, Gebüschen und an Bachläufen zu finden. Sie bevorzugt nassen, tonigen Boden und ist eine Charakterart des Ribeso-Fraxinetum aus dem Verband Alno-Ulmion.
Die ökologischen Zeigerwerte nach Landolt et al. 2010 sind in der Schweiz: Feuchtezahl F = 3+w (mäßig feucht aber mäßig wechselnd), Lichtzahl L = 2 (schattig), Reaktionszahl R = 3 (schwach sauer bis neutral), Temperaturzahl T = 3+ (unter-montan und ober-kollin), Nährstoffzahl N = 4 (nährstoffreich), Kontinentalitätszahl K = 2 (subozeanisch).

## Systematik
Es werden zwei Varietäten unterschieden:
- Wilde Rote Johannisbeere (Ribes rubrum L. var. rubrum): die Wildsippe der Garten-Johannisbeere. Sie bildet Kriechsprosse aus, die Blätter sind oberseits oft etwas glänzend und netzrunzelig und die Beeren sind klein.
- Rote Garten-Johannisbeere (Ribes rubrum var. domesticum Wallr.): Es ist die Kulturform. Sie kommt nicht selten auch verwildert vor.

Die Ährige Johannisbeere (Ribes spicatum Robson in With. 1796) ist eine nahe verwandte Art, die in Nordeuropa und Sibirien heimisch ist, von manchen Taxonomen wird sie als Unterart von Ribes rubrum angesehen. Diese Art ist an einigen Kultursorten der Roten Johannisbeere beteiligt (eingekreuzt). Sehr selten ist sie verwildert.
Synonyme für Ribes rubrum L. sind: Ribes scandicum Hedlund, Ribes sylvestre Syme.

## Kultur

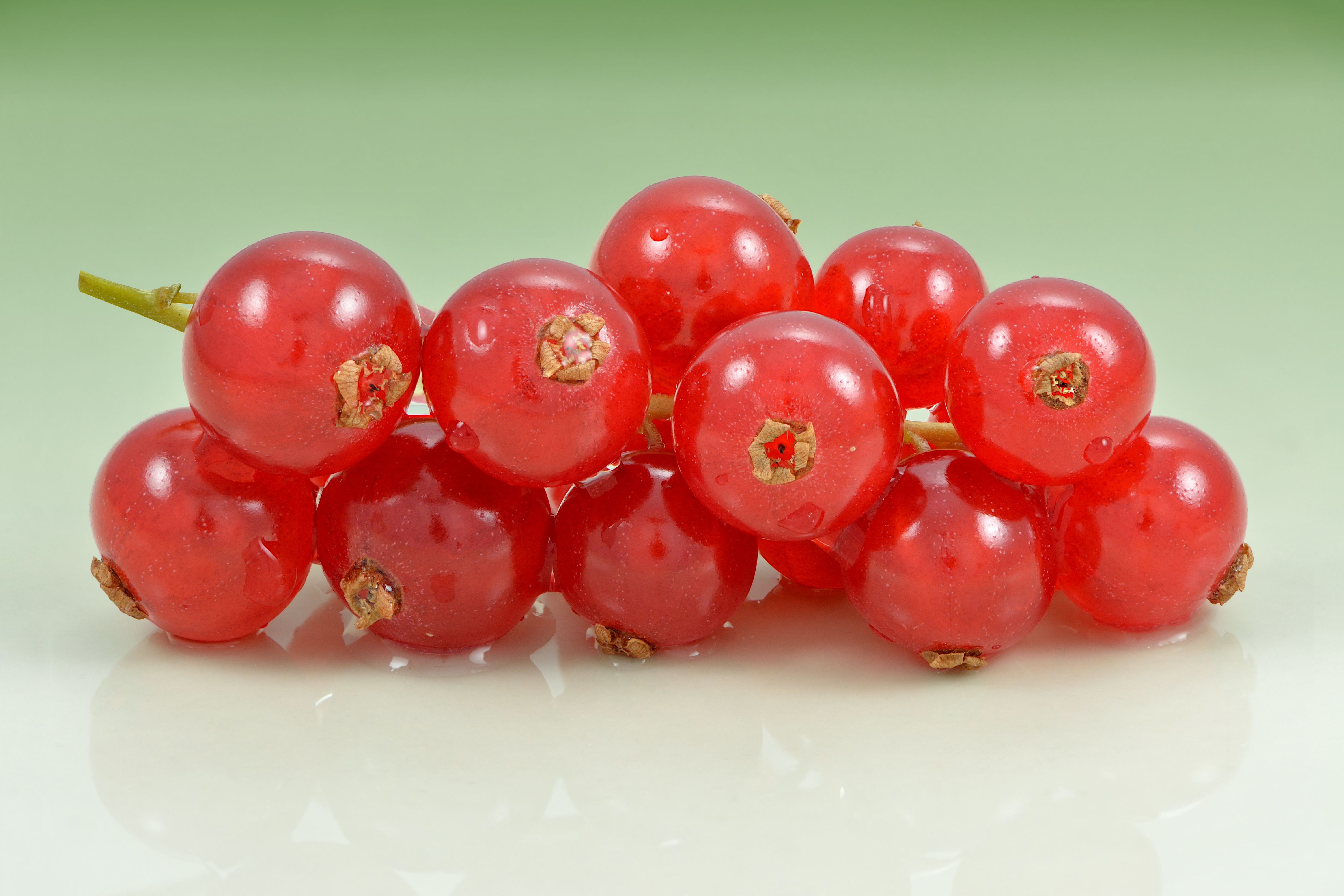
Früchte

Die Rote Johannisbeere ist seit dem 15. Jahrhundert in Kultur. Heutige Sorten gehen auf Kreuzungen mit der Felsen-Johannisbeere (Ribes petraeum), der Ährigen Johannisbeere (Ribes spicatum) und der Troddel-Johannisbeere (Ribes multiflorum) zurück. Sie werden manchmal auf die Gold-Johannisbeere (Ribes aureum) gepfropft und dadurch veredelt. Zum Teil sind sie verwildert und eingebürgert.

## Nutzung
Die Rote Johannisbeere ist wegen ihrer Früchte eine beliebte Gartenpflanze. Die Früchte werden häufig roh verzehrt oder beispielsweise als Gelee oder Saft sowie als wichtige Zutat zur Roten Grütze vielfältig in der Küche verwendet. In der Imkerei sind Rote Johannisbeeren aufgrund des hohen Zuckergehalts ihres Nektars (16–31 %) und seines hohen Zuckerwerts (bis zu 0,7 mg Zucker/Tag je Blüte) eine geschätzte Nebentracht.

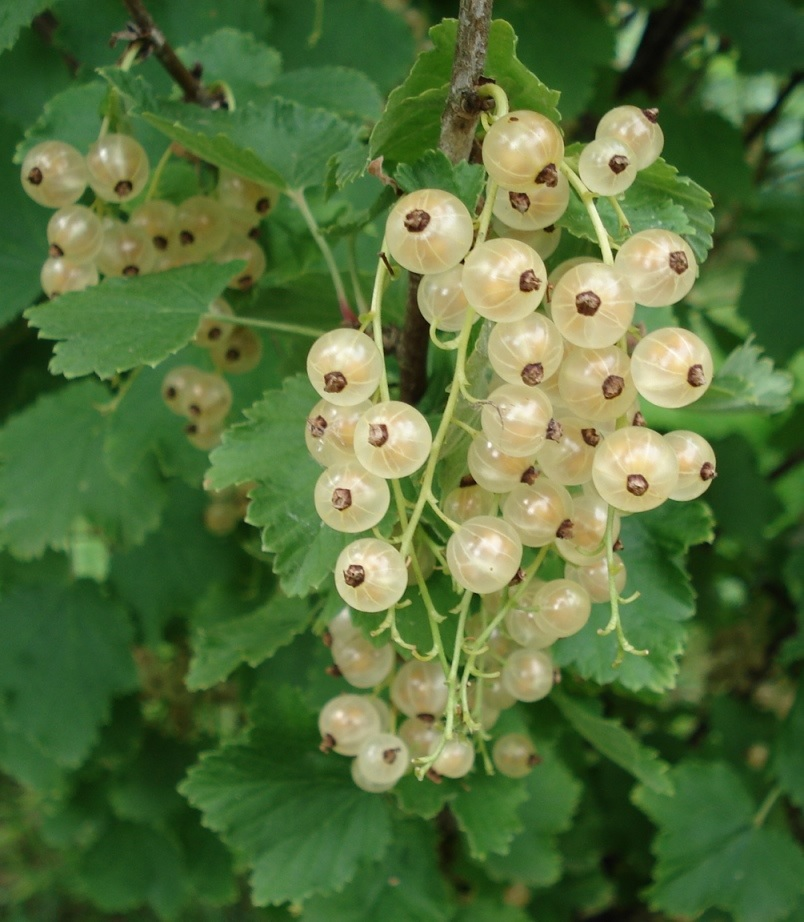
Früchte der weißen Johannisbeere (Ribes rubrum alba), eine Farbvariante der Roten Johannisbeere

| 100 g Rote Johannisbeeren enthalten durchschnittlich: |        |       |               |        |          |         |           |           |           |
| Energie                                               | Wasser | Fett  | Kohlenhydrate | Eiweiß | Kalium   | Calcium | Magnesium | Vitamin C | Vitamin E |
| 234 kJ (56 kcal)                                      | 84 g   | 0,2 g | 13,8 g        | 1,4 g  | 275,0 mg | 33,0 mg | 13,0 mg   | 41,0 mg   | 0,1 mg    |

## Sorten der Roten Johannisbeere
Rote Sorten
Jonkheer van Tets
Traubenwunder
Weiße Sorten
Werdavia
Versailles Blanche/Weiße Versailler
Weiße aus Jüterbog